# Zespół Pieśni i Tańca Łany Uniwersytetu Przyrodniczego w Poznaniu
Zespół Pieśni i Tańca „Łany” - reprezentacyjna grupa folklorystyczna Uniwersytetu Przyrodniczego w Poznaniu, działająca od 1974 roku. „Łany” skupiają wokół siebie studentów oraz absolwentów Uniwersytetu Przyrodniczego, jak również innych poznańskich uczelni. Głównym celem zespołu jest promowanie polskiego folkloru oraz polskich tańców narodowych. 

## Historia ZPiT „Łany”
W 1974 roku ówczesny Rektor Akademii Rolniczej w Poznaniu prof. dr hab. Jerzy Zwoliński zlecił stworzenie zespołu folklorystycznego na uczelni. Zadaniu temu podjął się student Jerzy Dengusiak. Początkowo grupa artystycznie prowadzona była przez dr Marię Stróżyk i Wacława Wojciechowskiego.
W 1977 roku dokonano w zespole licznych zmian programowych za sprawą Wiesława Kaszubkiewicza, który jako nowy kierownik artystyczny nadał zespołowi odmienny charakter. Był on również inicjatorem nowej nazwy zespołu – „Łany”. Zespół rozpoczął w 1978 roku współpracę z Ludwikiem Rokiem, który stworzył większość opracowań muzycznych dla ZPiT „Łany”.
Obecnie zespół kierowany jest przez dwóch specjalistów. Od 1981 roku specjalistą do spraw organizacyjnych z funkcją kierowniczą jest Zenon Musiał, natomiast od 2007 roku specjalistą do spraw artystycznych jest Andrzej Tarnowski.

## Repertuar ZPiT „Łany”
Tańce regionalne:
Wielkopolska Południowa, Wielkopolska Zachodnia, Szamotuły, Kaszuby, Kurpie, Beskid Żywiecki, Spisz, Jurgów, Kraków, Nowy Sącz, Lublin, Rzeszów
Tańce narodowe:
Kujawiak, Oberek, Polonez, Mazur, Krakowiak
Widowiska obrzędowe:
Dożynki, Noc Kupały (Noc Świętojańska)
Widowiska wokalno-taneczne:
"Nostalgiczna wyprawa w XX-lecie międzywojenne"

## Kadra ZPiT „Łany”
Kierownik Zespołu: Andrzej Tarnowski
Kierownik Organizacyjny: Krzysztof Dzierżewski 
Instruktor tańca: Juliano Jarenczuk
Instruktor wokalny: Aleksandra Wrotyńska
Akompaniator: Dawid Krupa